# Danh sách cuộc điều tra UFO của chính phủ
Đây là danh sách cuộc điều tra hoặc báo cáo do chính phủ các nước tài trợ liên quan đến hiện tượng UFO.

## Mỹ
- Majestic 12
- Dự án Sign
- Dự án Serpo
- Dự án Mogul
- Dự án Galileo
- Dự án Grudge
- Dự án Blue Book
- Dự án Second Storey
- Ban Robertson
- Ủy ban Condon
- Báo cáo Roswell
- Báo cáo Brookings
- Đánh giá Tình hình
- Đơn vị Hiện tượng Liên Hành tinh
- Đội Đặc nhiệm Hiện tượng Không trung Không xác định
- Chương trình Nhận dạng Hiểm họa Hàng không Vũ trụ Tiên tiến

## Anh
- Dự án Condign
- Tổ Công tác Đĩa bay

## Pháp
- Báo cáo COMETA
- GEPAN / SEPRA / GEIPAN

## Brasil
- Chiến dịch Prato

## Liên Xô
- Viện 22
- Chương trình Setka

## Canada
- Dự án Magnet